# Savigny-Lévescault
Savigny-Lévescault – miejscowość i gmina we Francji, w regionie Nowa Akwitania, w departamencie Vienne.
Według danych na rok 1990 gminę zamieszkiwało 801 osób, a gęstość zaludnienia wynosiła 36 osób/km² (wśród 1467 gmin regionu Poitou-Charentes, Savigny-Lévescault plasuje się na 384. miejscu pod względem liczby ludności, natomiast pod względem powierzchni na miejscu 323.).